# Улица Бебру (Рига)
Улица Бе́бру (латыш. Bebru iela — в переводе Бобровая) — улица в Курземском районе города Риги, в историческом районе Иманта. Пролегает в направлении с востока на запад, от проспекта Курземес до бульвара Анниньмуйжас. Служит границей микрорайонов Иманта-1 и Иманта-2.

## История
В рижских городских адресных книгах улица Бебру впервые упоминается в 1900 году под своим нынешним названием (рус. Бобровая улица, нем. Biberstrasse). Первоначально проектировалась как поперечная улица, ведущая от улицы Слокас до незастроенной территории у нынешней улицы Вецумниеку и далее до Юрмалас гатве.
В 1920-е годы трасса улицы изменена, теперь она пролегала от улицы Пурва (от Болдерайской железнодорожной ветки) до улицы Талавас (ныне — часть бульвара Анниньмуйжас). В 1964 году бо́льшая часть начального отрезка улицы (до нынешнего проспекта Курземес) была передана под территорию строящегося Рижского радиозавода, а в 1986 году — весь этот отрезок; таким образом, улица обрела свои нынешние границы.
К началу Второй мировой войны на улице было застроено лишь три земельных участка (в её не существующей ныне части); к настоящему времени — 27 участков, преобладают малоэтажные частные дома. Переименований улицы не было.

## Транспорт

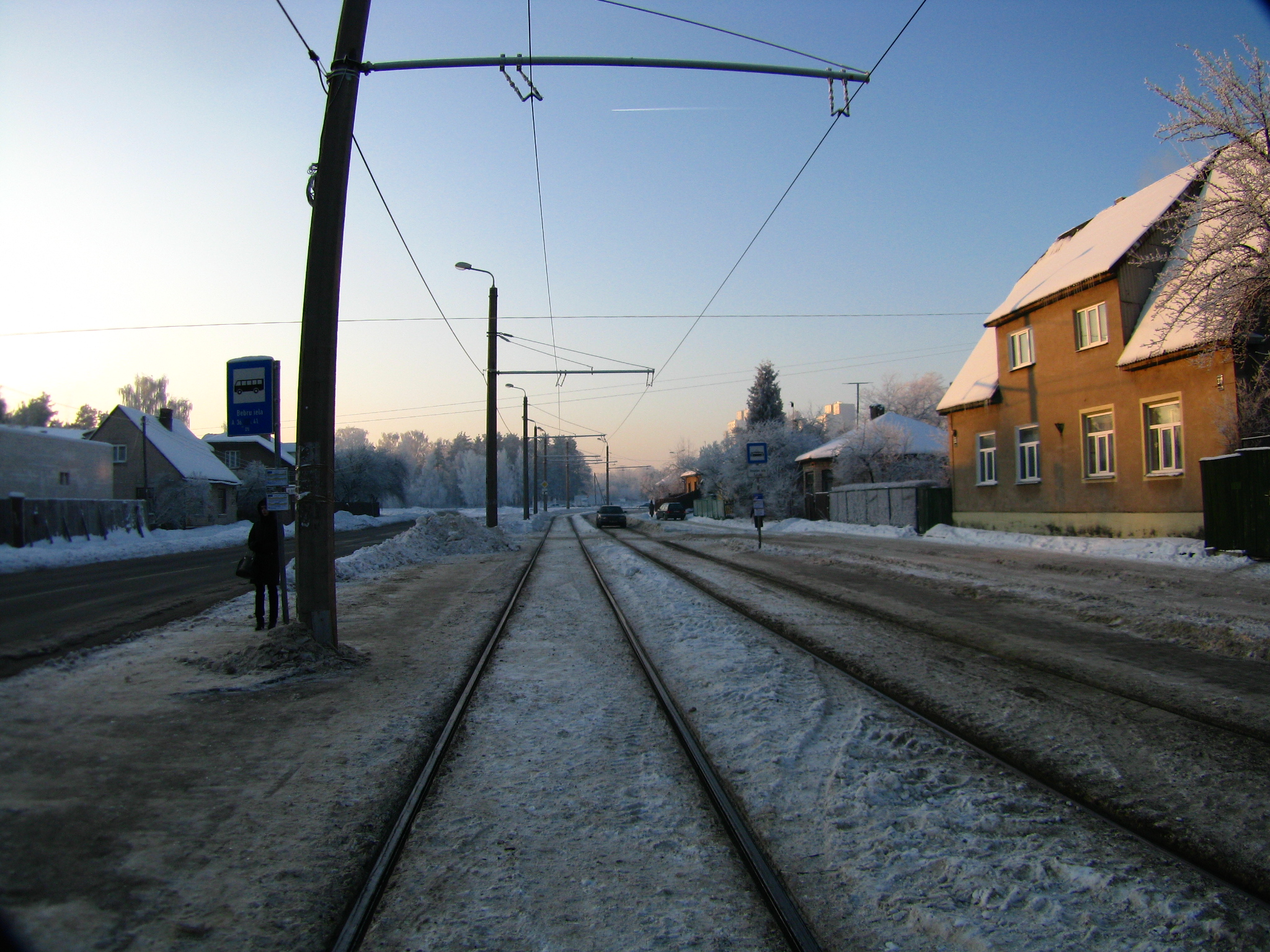
Трамвайная остановка на улице Бебру

Общая длина улицы составляет 605 метров. Служит одной из основных дорог, связывающих Иманту с центром города. На всём протяжении асфальтирована, имеет две полосы, движение двустороннее. По улице проходят автобусные маршруты № 36 и 41, есть одноимённая остановка. В 1984 году проложена двухпутная трамвайная линия (в настоящее время используется маршрутом № 1). Вдоль домов нечётной стороны устроена дополнительная боковая проезжая часть.

## Прилегающие улицы
Улица Бебру пересекается со следующими улицами:
- проспект Курземес
- улица Прогреса
- улица Рактес
- улица Кооператива
- улица Ринькя
- улица Имантас
- бульвар Анниньмуйжас